# NGC 6777
NGC 6777 est une paire d'étoiles située dans la constellation du Paon,. L'astronome français Nicolas Louis de Lacaille a enregistré la position de cette paire en 1751.
Cette paire est constituée de SAO 257686 (HD 181465) à l'est et de SAO 257685 (HD 181354) à l'ouest. Selon la plus récente publication basée sur les mesures du satellite Gaia, ces deux étoiles sont à des distances très semblables, soit 214,569 ± 0,810 3 Mpc (∼700 millions d'al) pour HD 181464 et 214,114 ± 1,210 3 Mpc (∼698 millions d'al) pour HD 181354.
Note : la base de données astronomique NASA/IPAC considère que NGC 6777 est un doublon de l'amas ouvert NGC 6752.